# Stadio di Mendizorrotza
Lo Stadio di Mendizorrotza (in spagnolo Estadio de Mendizorrotza) è uno stadio situato a Vitoria-Gasteiz, in Spagna. È utilizzato dal Deportivo Alavés per la disputa delle partite casalinghe. Può ospitare 19 840 persone.
Aperto nel 1924,  è attualmente il terzo stadio più antico di Spagna, dopo El Molinón e il Mestalla.

## Storia

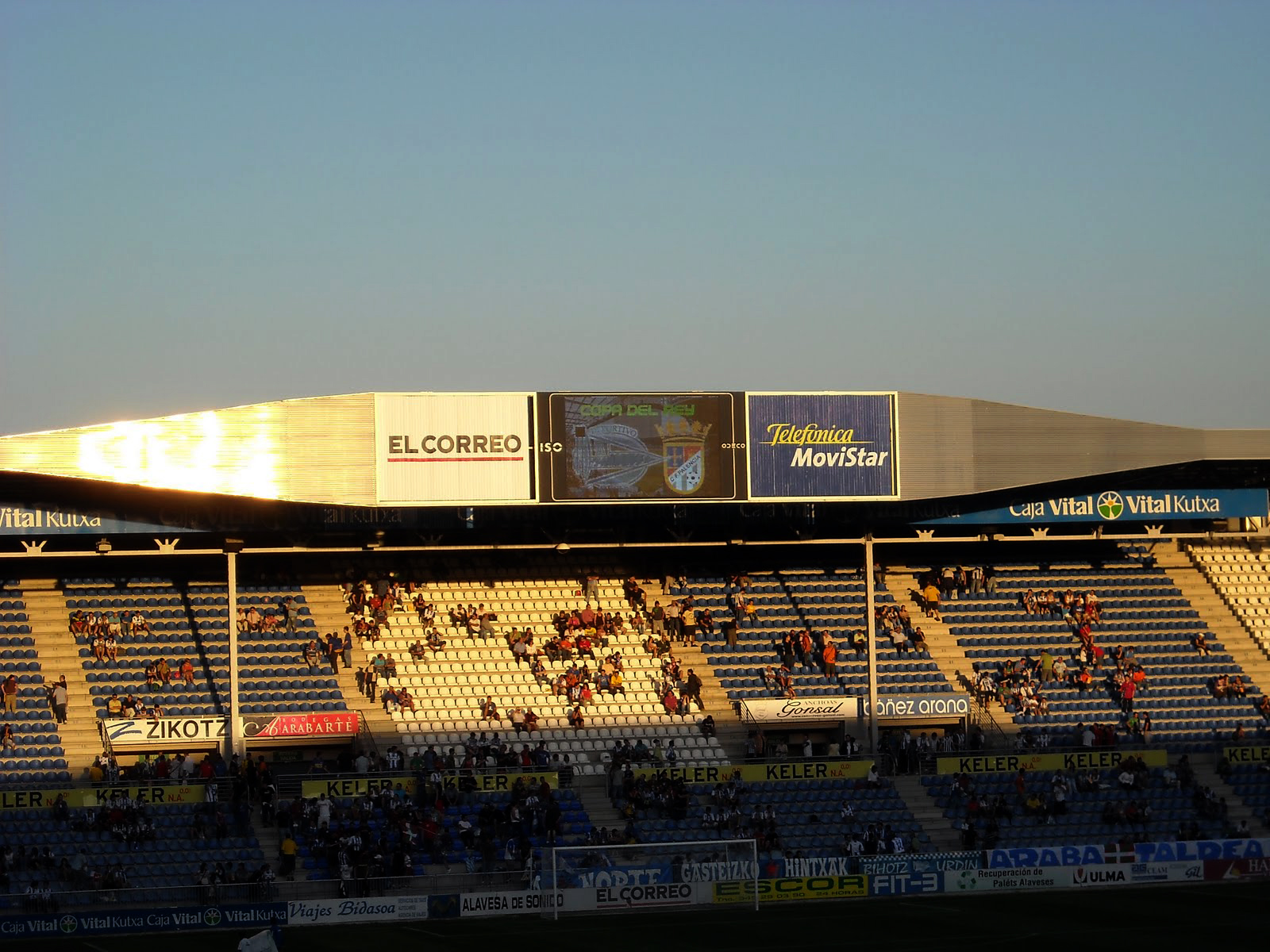
Veduta dello Stadio Mendizorrotza

Lo stadio fu inaugurato il 27 aprile 1924, giorno precedente a quello di San Prudenzio, patrono della provincia basca di Álava.
È stato ripetutamente rinnovato. Il più importante restauro fu effettuato nel 1999, quando, dopo la terza promozione del Deportivo Alavés in Primera División, furono realizzate nuove tribune negli angoli dello stadio, con capienza portata a 19 840 posti.
Nel dicembre 2016 il presidente del Deportivo Alavés, Josean Querejeta, ha annunciato un piano di modernizzazione ed espansione dello stadio, con la possibilità di portare lo stadio a una capienza di 28 000 posti.